# جويل سيلوود
جويل أنتوني سيلوود (من مواليد 26 مايو 1988) هو لاعب كرة قدم أسترالي سابق لعب لنادي جيلونج لكرة القدم في دوري كرة القدم الأسترالي (AFL). كان لاعبًا رباعيًا في الدوري الإنجليزي، ولعب أستراليا ست مرات، وكابتن فريق عموم أستراليا ثلاث مرات. قاد سيلوود قائد جيلونج بين عامي 2012 و2022، وهو صاحب الرقم القياسي في مباريات النادي، وفاز بميدالية كارجي جريفز ثلاث مرات كأفضل لاعب وأكثر عدالة.

## النشأة
ولد جويل سيلوود لبريس وماري سيلوود في بلدة بنديجو الريفية في فيكتوريا. نشأ وترعرع في عائلة من الرياضيين. كانت والدته ماري عداءة ولاعبة تنس، وتم تحديد التوأم الأكبر آدم وتروي كلاعبين موهوبين في سن مبكرة. عندما كان يبلغ من العمر عامين، اضطر سيلوود إلى ارتداء الجبائر على ساقه للمساعدة في التغلب على إعاقة المشي.

## روابط خارجية
- جويل سيلوود على موقع AustralianFootball.com (الإنجليزية)
- جويل سيلوود على موقع AFLtables.com (الإنجليزية)